# Heteromys gaumeri
Heteromys gaumeri é uma espécie de roedor da família Heteromyidae, nativo da península do Iucatão no México e outras zonas da América Central, nomeadamente Belize e Guatemala.